# Nucifraga multipunctata
Nucifraga multipunctata là một loài chim trong họ Corvidae.